# Irena Kosíková
 (mai 2017).
Irena Kosíková est une organiste et compositrice tchèque.

## Biographie
Née à Prague dans la famille intellectuelle du philosophe persécuté, Karel Kosík, et de l'historienne des littératures comparées, Růžena Grebeníčková, lauréate du Prix Herder autrichien.
Irena Kosíková a commencé ses études du jeu de l'orgue chez le Professeur Jan Hora en même temps que celles du piano chez la Professeur Eliška Kleinová et la Professeur Arnoštka Gruenfeldová. Elle a fini ses études de l'orgue chez la Professeur Jaroslava Potměšilová et l'art de diriger chez le Professeur Karel Fiala au Conservatoire Jaroslav Ježek à Prague. Pour des raisons politiques, la poursuite de ses études n'était pas possible. Pour pouvoir poursuivre sa formation, elle a dû prendre des cours privés chez le Professeur Miroslav Raichl.
Après 1989, elle est entrée dans la classe d'orgue chez la Professeur Alena Veselá et la Professeur Kamila Klugarová à l'Académie des Arts Performatifs Janáček (JAMU) à Brno. Elle a complété ses études à l'Académie des Arts de Musique (HAMU) à Prague chez le Professeur Josef Popelka.
Parallèlement à ses concerts, elle fait aussi de la composition. Ses œuvres ont été jouées en République tchèque, Algérie, Belgique, Bosnie-Herzégovine, Bulgarie, France, Pologne, Suède, Allemagne, Israël, Russie et en Grande-Bretagne. En tant qu'organiste, elle se spécialise dans l'interprétation des œuvres de Jean-Sébastien Bach : toutes les Toccatas pour orgue, les Fantaisies, les Chorales de Leipzig, L'Art de la fugue, Messe d'orgue etc. 
Actuellement elle réside en France.